# Пескарьов Георгій Сергійович
Георгій Сергійович Пескарьов (15 квітня 1896, село Гремячево Алексинського повіту Тульської губернії, тепер Тульська область, Російська Федерація — розстріляний 10 березня 1939, місто Москва) — радянський партійний діяч, в.о. 1-го секретаря Курського обкому ВКП(б). Депутат Верховної Ради СРСР 1-го скликання (у 1937—1938 роках).

## Біографія
Народився в родині слюсаря. У 1908 році закінчив двокласну початкову школу. З 1908 по 1910 рік наймитував у заможного селянина Афанасьєва в селі Гремячево Тульської губернії. У 1910—1912 роках був підмайстром—слюсарем ремісничої майстерні Чекаліна в селі Гремячево.
У вересні 1912 — червні 1915 року — учень Тульської збройової школи, слюсар Тульського збройового заводу.
У червні 1915 — лютому 1918 року — слюсар, збройовий майстер збройової майстерні 152-го піхотного полку. З березня по серпень 1917 року — голова полкового солдатського комітету 152-го піхотного полку російської армії.
Член РСДРП(б) з жовтня 1917 року.
У травні — серпні 1918 року — член губвиконкому і секретар Тульського губернського відділу зв'язку і інформації.
У серпні — грудні 1918 року — співробітник надзвичайної комісії (ЧК), червоноармієць, голова надзвичайної комісії (ЧК) Царицинського фронту і голова Камишинської повітової ЧК Саратовської губернії.
У грудні 1918 — червні 1919 року — секретар Камишинського повітового комітету РКП(б) Саратовської губернії.
У червні — вересні 1919 року — комісар адміністративного відділу штабу 10-ї армії Південного фронту, заступник комісара штабу Південного фронту РСЧА. У вересні 1919 — квітні 1920 року — комісар кавалерійської дивізії, комісар кавалерійської бригади 2-го кінного корпусу Думенка Південного фронту, брав участь у боях від Царицина до Катеринодара.
З травня по вересень 1920 року — голова Тульського губернського комітету допомоги червоноармійським господарствам.
У вересні 1920 — травні 1921 року — заступник голови Ярославської губернської продовольчої наради та Ярославського губернського посівного комітету.
З травня по жовтень 1921 року — завідувач організаційного відділу Ярославського губернського комітету РКП(б).
З жовтня 1921 по лютий 1922 року — військовий інструктор, завідувач інформаційного підвідділу Бауманського районного комітету РКП(б) міста Москви.
З лютого по листопад 1922 року — слюсар-інструментальник Російсько-американського інструментального заводу в Москві.
У листопаді 1922 — лютому 1923 року — помічник Московського губернського прокурора по Богородському повіту.
У лютому 1923 — січні 1925 року — завідувач організаційного відділу Замоскворецького районного комітету РКП(б) міста Москви.
З січня 1925 року по січень 1926 року — слухач Курсів марксизму при Комуністичній академії імені Свердлова в Москві.
З січня по листопад 1926 року — інструктор, завідувач організаційного відділу Челябінського окружного комітету ВКП(б) Уральської області.
У листопаді 1926 — грудні 1927 року — завідувач організаційного відділу Златоустівського окружного комітету ВКП(б) Уральської області.
З грудня 1927 року по вересень 1929 року — відповідальний секретар Кунгурського окружного комітету ВКП(б) Уральської області.
З вересня 1929 по січень 1932 року навчався на історико-партійному відділенні Інституту червоної професури в Москві.
У січні 1932 — лютому 1933 року — завідувач агітаційно-масового відділу Московського обласного комітету ВКП(б).
У лютому — квітні 1933 року — 1-й секретар Коломенського міського комітету ВКП(б) Московської області. З лютого 1933 року  — секретар комітету ВКП(б) Коломенського паровозобудівного (машинобудівного) заводу. З квітня 1933 по березень 1935 року — 1-й секретар Коломенського районного комітету ВКП(б) Московської області.
У лютому 1935 — квітні 1936 року — завідувач відділу керівних партійних органів Калінінського обласного комітету ВКП(б).
У квітні 1936 — червні 1937 року — 2-й секретар Калінінського обласного комітету ВКП(б).
З 9 по 29 червня 1937 року — голова виконавчого комітету Калінінської обласної ради.
3 липня 1937 — 27 травня 1938 року — виконувач обов'язків 1-го секретаря Курського обласного комітету ВКП(б). Входив до складу особливої трійки по Курській області, створеної за наказом НКВС СРСР від 30 липня 1937 року, брав активну участь у сталінських репресіях.
1 серпня 1938 року відкомандирований в розпорядження Народного комісаріату просвіти РРФСР для роботи завідувача обласного відділу народної освіти в одній із областей РРФСР.
21 вересня 1938 року заарештований органами НКВС СРСР у Москві, звинувачений в «участі в правотроцькістській терористичній організації в Калінінській області». 10 березня 1939 року Військова колегія Верховного Суду СРСР засудила Георгія Пескарьова до розстрілу. Розстріляний того ж дня.
18 квітня 1956 року Військовою колегією Верховного Суду СРСР Пескарьов реабілітований посмертно. Рішенням КПК при ЦК КПРС від 30 червня 1956 року відновлений в партії.